# 三木啓史
三木 啓史（みき ひろふみ、1944年6月3日 - ）は、日本の経営者。東洋製罐社長、会長を務めた。父は第66代内閣総理大臣を務めた三木武夫。

## 経歴
東京都出身。1970年に早稲田大学理工学部機械工学科を卒業し、同年に東洋製罐に入社。1983年6月に取締役に就任し、1986年6月に常務、1989年6月に専務を経て、1990年6月に副社長に就任し、1992年6月には社長に昇格。2009年6月には会長に就任。